# تشارلز وولف جونيور
تشارلز وولف جونيور (بالإنجليزية: Charles Wolf, Jr)‏ هو اقتصادي أمريكي، ولد في 1 أغسطس 1924 في Forest Hills, Queens ‏ في الولايات المتحدة، وتوفي في 24 أكتوبر 2016 في لوس أنجلوس في الولايات المتحدة.